# 熱帶氣旋洋盆

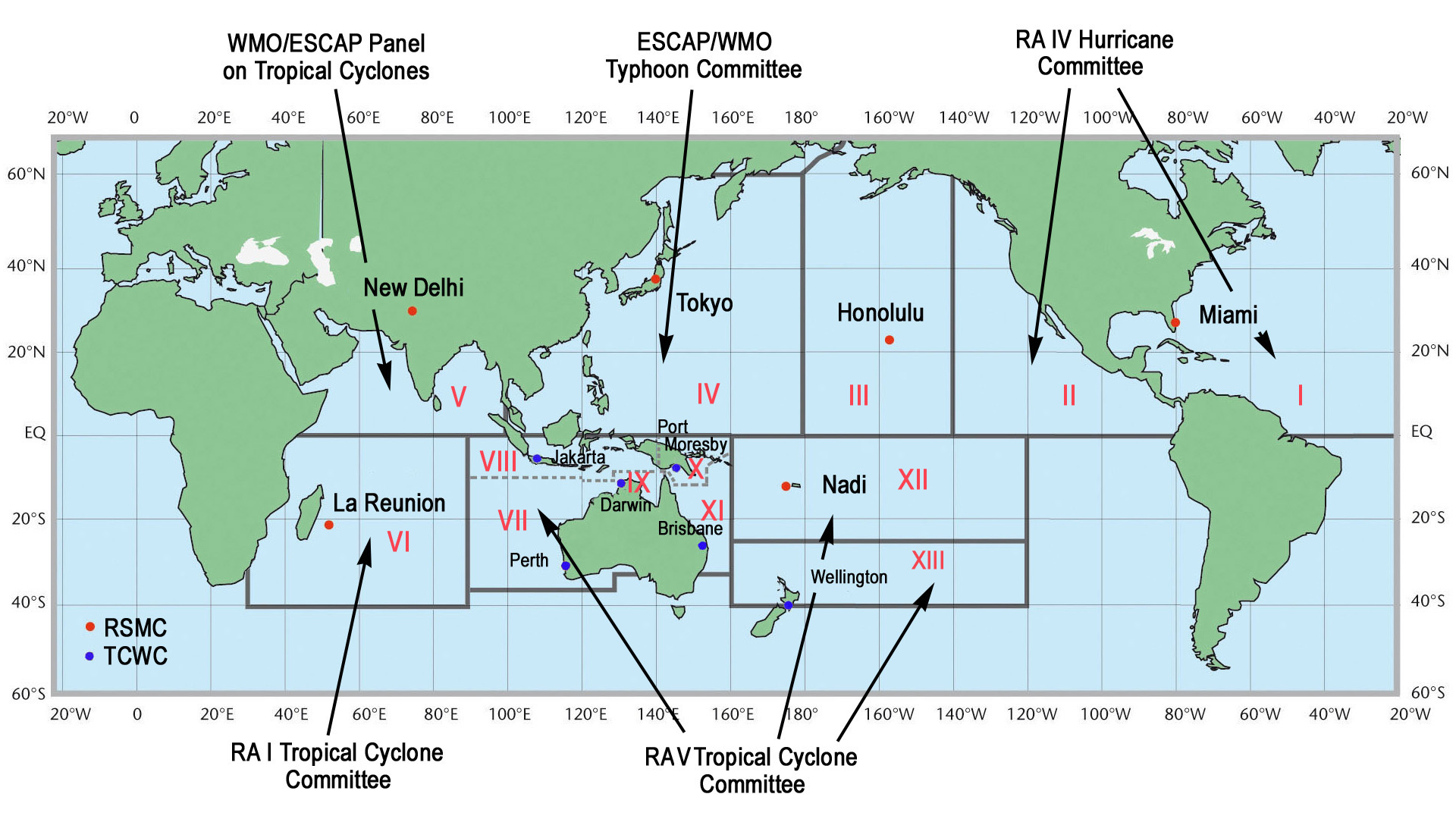
正式劃分的熱帶氣旋洋盆

傳統上，熱帶氣旋形成區域分為七個洋盆。其中包括北大西洋、北太平洋東部和西部、西南太平洋、西南和東南印度洋以及北印度洋（阿拉伯海和孟加拉灣）。其中以西太平洋最活躍；而北印度洋則最不活躍。全球每年平均產生86個熱帶風暴強度的熱帶氣旋，其中47個達到颶風/颱風強度，20個為強熱帶氣旋、超強颱風或大型颶風（強度至少薩菲爾-辛普森颶風風力等級3級以上）。

## 概述
| 熱帶氣旋洋盆及區域專責氣象中心 | 熱帶氣旋洋盆及區域專責氣象中心                                   | 熱帶氣旋洋盆及區域專責氣象中心                                     |
| 洋盆                           | 區域專責氣象中心                                                 | 責任範圍                                                           |
| ------------------------------ | ---------------------------------------------------------------- | ------------------------------------------------------------------ |
| 北半球                         |                                                                  |                                                                    |
| 大西洋 東太平洋                | 美國國家颶風中心 中太平洋颶風中心                                | 赤道以北，非洲海岸 – 140°W 北赤道, 140°W-180                       |
| 西太平洋                       | 日本氣象廳                                                       | 赤道-60°N, 180-100°E                                               |
| 北印度洋                       | 印度氣象局                                                       | 北赤道, 100°E-45°E                                                 |
| 南半球                         |                                                                  |                                                                    |
| 西南印度洋                     | 法國氣象局留尼汪分部                                             | 赤道-40°S, 非洲海岸-90°E                                           |
| 澳洲洋盆區                     | 印度尼西亞氣象、氣候和地球物理局 巴布亞新幾內亞氣象局 澳洲氣象局 | 赤道-10°S, 90°E-141°E 赤道-10°S, 141°E-160°E 10°S-36°S, 90°E-160°E |
| 南太平洋                       | 斐濟氣象局 紐西蘭氣象服務有限公司駐威靈頓熱帶氣旋警報中心        | 赤道-25°S, 160°E-120°W 25°S-40°S, 160°E-120°W                      |

## 北半球

### 北大西洋

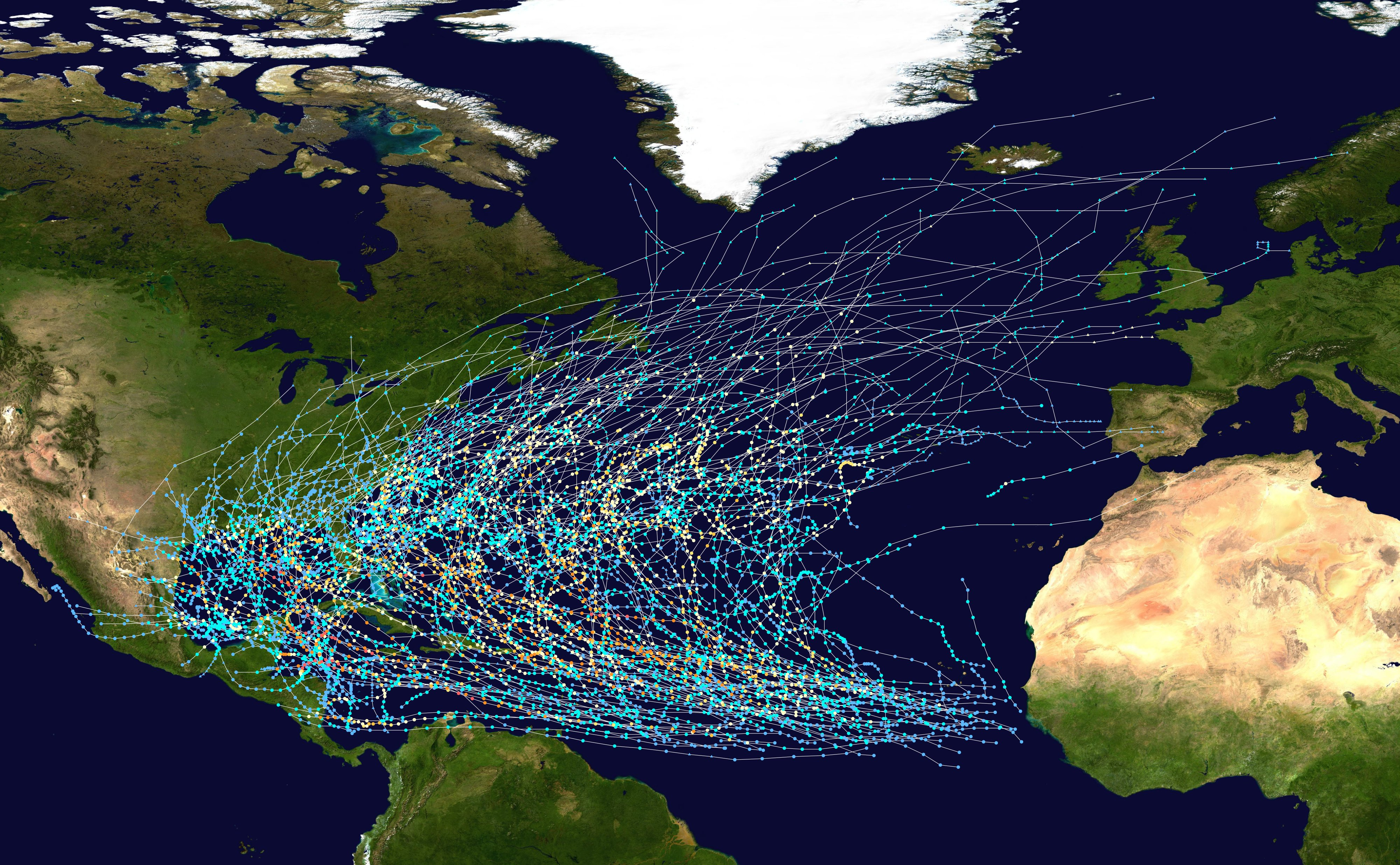
1980至2005年間大西洋所有熱帶氣旋路徑圖

該洋區範圍包括北大西洋、加勒比海和墨西哥灣。每年熱帶氣旋在此生成次數差異很大，每年1個到25個甚至更多。大西洋大多數熱帶風暴和颶風生成於6月1日至11月30日之間。國家颶風中心作為世界氣象組織定義的區域專責氣象中心之一，會對大西洋洋盆進行監測，並發布有關熱帶天氣系統的觀測、警告與報告。平均每年風季會有14個風暴被命名（熱帶風暴強度或更高），其中平均約有7個會成為颶風，3個成為大型颶風。以氣候的角度來看，每年風季高峰期約為9月至10月之間。
在該洋盆中，美國、墨西哥、中美洲、加勒比海和百慕達的大西洋和墨西哥灣沿岸經常受到風暴的影響，委內瑞拉、加拿大大西洋省份和馬卡羅尼西亞也偶爾受到影響。許多更強烈的大西洋颶風都是維德角型颶風，其主要生成於非洲西海岸佛得角群島附近。颶風有時候會轉化為溫帶氣旋影響歐洲，包括2006年9月在西班牙與不列顛群島帶來強風的颶風戈登、2005年10月以熱帶性低氣壓強度登陸西班牙西南海岸的飓风文斯，以及2020年9月以副熱帶氣旋登陸葡萄牙沿岸的副熱帶風暴阿爾法，其為國家颶風中心自1851年開始有紀錄以來，唯一一次以熱帶氣旋形式影響歐洲大陸的已知系統，前一次據信為1842年西班牙颶風。

### 東北太平洋

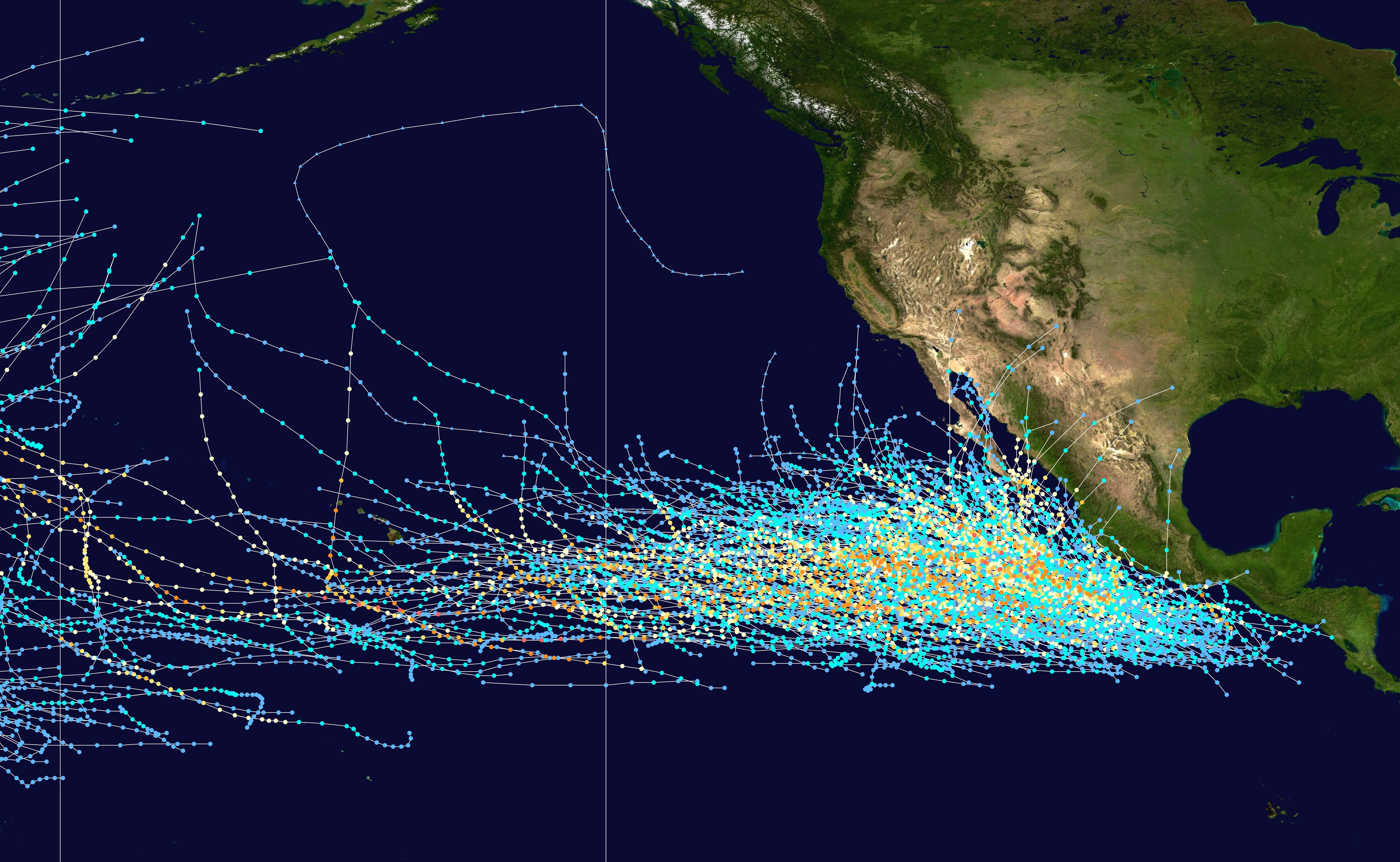
1980至2005年國際換日線以東所有熱帶氣旋路徑圖，其中東北太平洋與中太平洋以責任區界線進行區隔

東北太平洋是活躍度第二名的洋盆，每單位面積的風暴數量最多。颶風季自每年5月1日至11月30日，涵蓋該洋區大部分的熱帶氣旋活動。在1971至2005年期間，該洋區平均每年產生15至16個熱帶氣旋，其中產生9個颶風及4-5個大型颶風（強度至少薩菲爾-辛普森颶風風力等級3級以上）。
在此產生的風暴主要影響墨西哥西部，不常見於美國本土（特別是加州）及中美洲北部。最新的資料庫中並沒有颶風在加州登陸，而1858年的歷史紀錄描述了一場風暴帶給聖地牙哥超過每小時65公里的最高持續風速，儘管不清楚該場風暴是否真的有登陸。1939年、1976年、1997年和2023年皆有熱帶風暴帶給加州地區強風。
中太平洋颶風中心的責任區從國家颶風中心的責任區邊界140°W開始，到西北太平洋開始的國際換日線結束。中太平洋的颶風季自每年6月1日至11月30日 ；中太平洋颶風中心監測已發展或進入指定責任區的風暴。 中太平洋颶風中心此前的任務是監測該洋盆的熱帶活動，最初稱爲聯合颶風警報中心，後因任務改組另立聯合颱風警報中心。
中太平洋的颶風很少見，每年平均有4至5個風暴形成或移入該洋盆，由於該洋盆沒有大片的連續土地，直接襲擊或登陸的情況少見，但仍有機率發生，例如1992年登陸夏威夷的颶風伊尼基及2006年襲擊約翰斯頓環礁的颶風伊歐凱。

### 西北太平洋

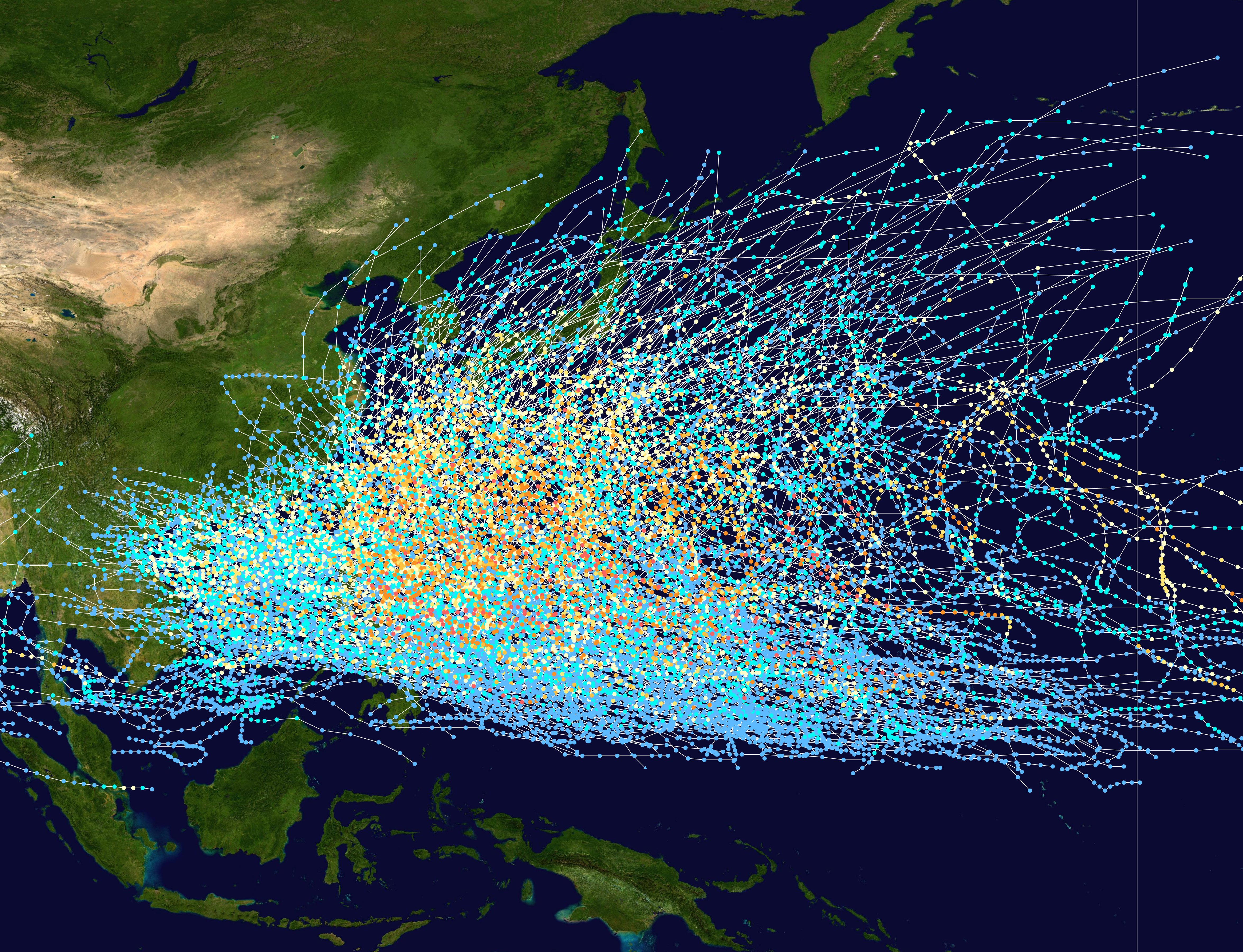
1980至2005年，國際換日線以西所有熱帶氣旋路徑圖

西北太平洋是地球上熱帶氣旋最活躍的洋盆，占所有產生的熱帶氣旋總數的三分之一，洋盆內每年平均有25.7個熱帶氣旋的強度大於等於熱帶風暴。此外，在1968年至1989年期間，每年平均生成16個颱風。該洋區的範圍涵蓋赤道以北至國際換日線以西的整個地區，並包含南海 。此洋盆一年四季都能看見熱帶系統的活動，並以每年2至3月期間活躍度較低 。
該區域所產生的熱帶氣旋經常影響中國、香港、澳門、日本、韓國、菲律賓、台灣和越南，以及關島、北馬里亞納群島和帛琉等大洋洲的許多島嶼。該區域所產生的熱帶氣旋偶爾影響寮國、泰國、柬埔寨，甚至是新加坡、馬來西亞和印尼。中國沿岸是全世界中，熱帶氣旋最常登陸的地區，而菲律賓則平均有6至7個熱帶氣旋登陸，2013年的海燕與2020年的天鵝分別為為有紀錄以來最強及登陸帶來劇烈影響的風暴。

### 北印度洋

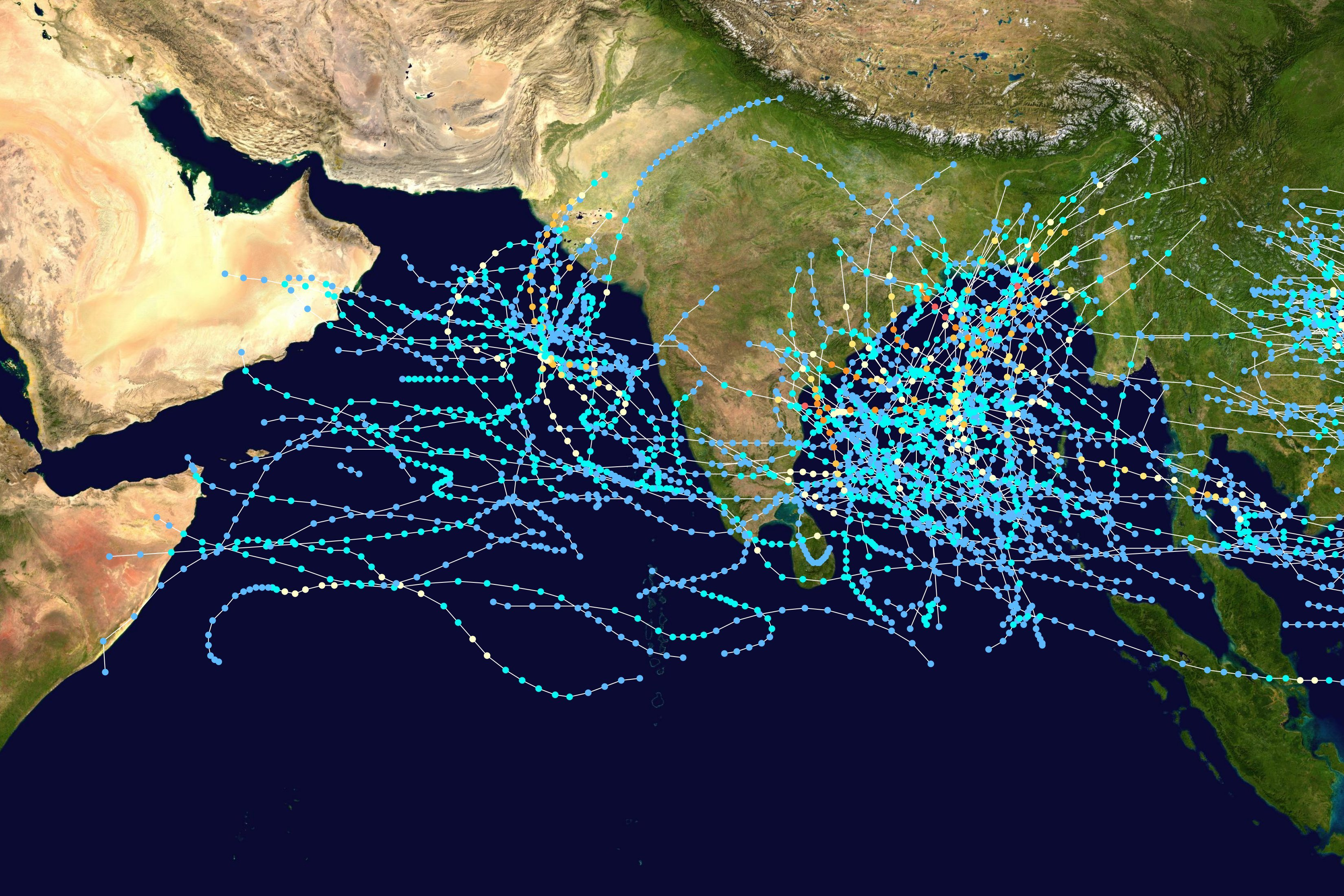
1980年至2005年間北印度洋所有熱帶氣旋路徑圖

該洋盆共分為兩個部分：孟加拉灣和阿拉伯海，其中以孟加拉灣占主導地位（熱帶氣旋的活動量為阿拉伯海的 5-6 倍），但儘管如此，該洋盆仍為世界上熱帶氣旋最不活躍的洋盆之一，每年生成的風暴數量僅有4至6個。
此洋盆的風季共有兩個巔峰期，分別在季風開始前的4月及5月及季風開始後的10月及11月。出現兩個巔峰期的主要原因在於季風期間，地表的季風低壓和對流層的高壓之間有強烈的垂直風切變，使出其生成的氣旋容易被破壞，紅海所具的深度、渦度與海表溫度雖具備熱帶氣旋的生成條件，但高風切的環境解釋了為什麼紅海不易生成氣旋。此洋盆其他地方所生成的熱帶氣旋不太影響阿拉伯半島或索馬里。然而，2007年的气旋古努卻對阿曼半島造成了破壞。
儘管北印度洋是相對沉寂的洋盆，但恒河和伊洛瓦底江三角洲人口稠密，意味著這裡所生成的熱帶氣旋相對較為致命，包括1970年造成50萬人死亡的气旋波拉，受到侵襲的國家包含印度、孟加拉、斯里蘭卡、泰國、緬甸和巴基斯坦。

### 地中海
達到颶風強度的類熱帶氣旋很少出現在地中海，這類氣旋被稱之為「地中海颶風」。儘管熱帶海洋區域與地中海之間的地理範圍明顯不同，但這些基於大氣和海洋之間熱力學不平衡的熱帶擾動前兆機制是相似的 。「地中海颶風」的起源通常是非熱帶的，最初是冷心結構，類似於大西洋洋盆的副熱帶氣旋，如1980年颶風卡爾、2005年的飓风文斯、2009年热带风暴格雷斯、2012年的熱帶風暴克里斯、2017年的颶風歐菲莉亞及2023年風暴丹尼爾
。地中海在8月下旬和9月初的海面溫度相當高（攝氏24至28度），但研究表明，熱帶氣旋通常只需要攝氏20度的海溫。
文獻指出，1947年9月、1969年9月，1982年1月、1983年9月和1995年1月，1996年10月、2006年9月、2011年11月、2014年11月和2017年11月皆有生成此類系統。1995年的系統發展出清晰明瞭的風眼，一艘船記錄到的最大瞬間風速為每小時140公里，大氣壓力爲975百帕。儘管它具有熱帶氣旋的結構，但它產生在攝氏16度的海溫以上，表明它可能是在極低的海溫發展的極地低壓。

## 南半球
在南半球，熱帶氣旋經常生成於非洲海岸和南太平洋中部之間。人們還注意到，南大西洋偶爾會出現熱帶和副熱帶氣旋。由於各種原因，例如熱帶氣旋形成的地點，有多種方法將該地區劃分為美洲和非洲海岸。例如，世界氣象組織為追蹤熱帶氣旋和對熱帶氣旋預警，劃分了三個不同的洋盆，分別是西南印度洋，位於非洲海岸和90°E之間，澳大利亞地區位於90°E和160°E之間，南太平洋區位於160°E和120°W之間。 聯合颱風警報中心也監測整個南半球區域，但在135°E處將其劃分爲南太平洋和南印度洋兩部分。

### 西南印度洋

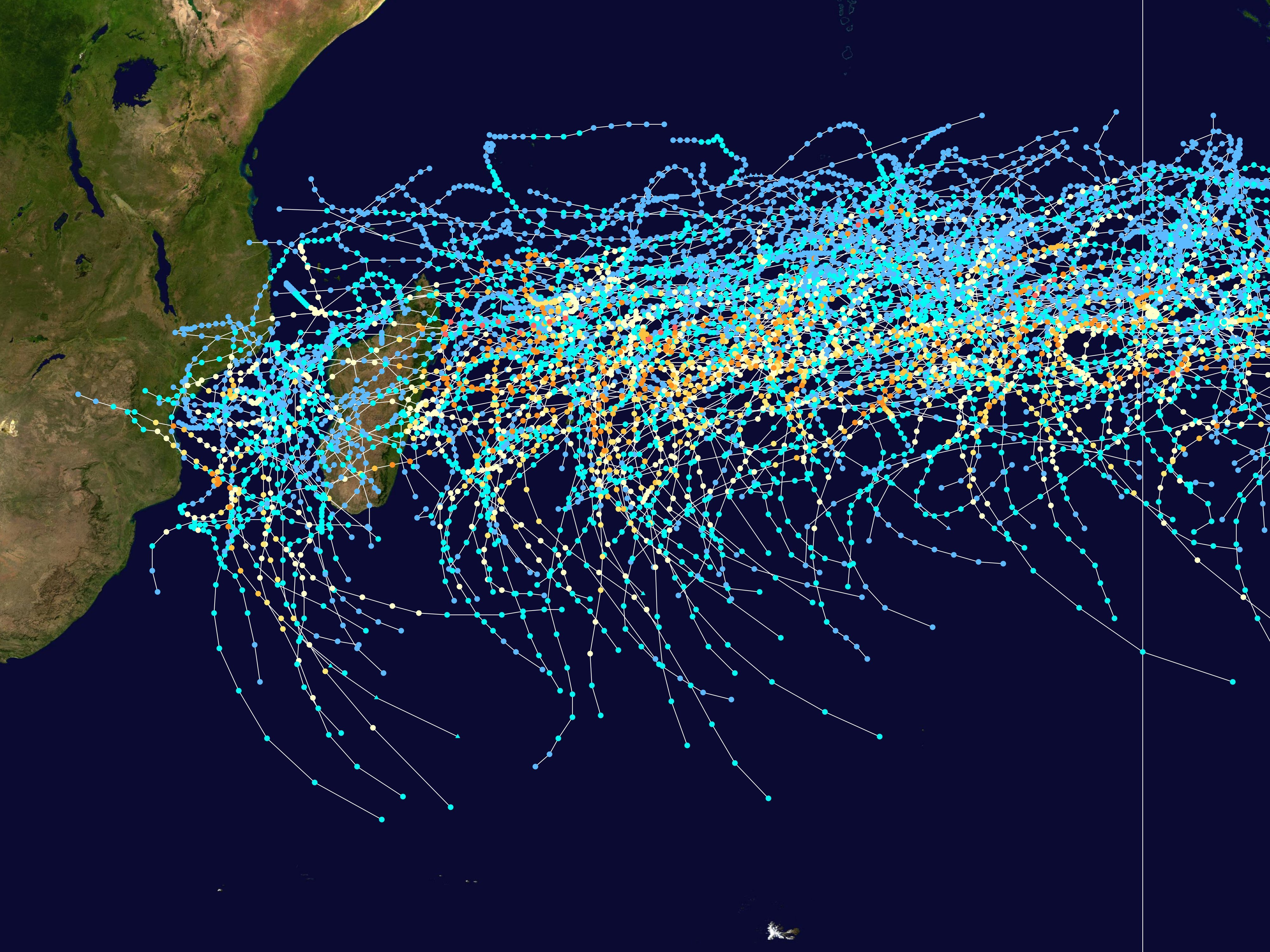
1980年至2005年間西南印度洋所有熱帶氣旋路徑圖

西南印度洋位於南半球非洲東海岸和東經90度之間，主要由法國氣象局留尼旺分部做為區域專責氣象中心進行監測，但毛里求斯、澳大利亞、印度尼西亞和馬達加斯加的天氣部門也會監測其中部分地區。
直到1985年至1986年熱帶氣旋季開始前，該洋盆一直延伸到80°E，而80至90°E之間的10度被認爲是澳洲洋盆區的一部分。此洋盆每年平均有9個熱帶氣旋生成，其中有5個會發展為相當於颶風或颱風強度的熱帶氣旋。

### 澳洲洋盆區

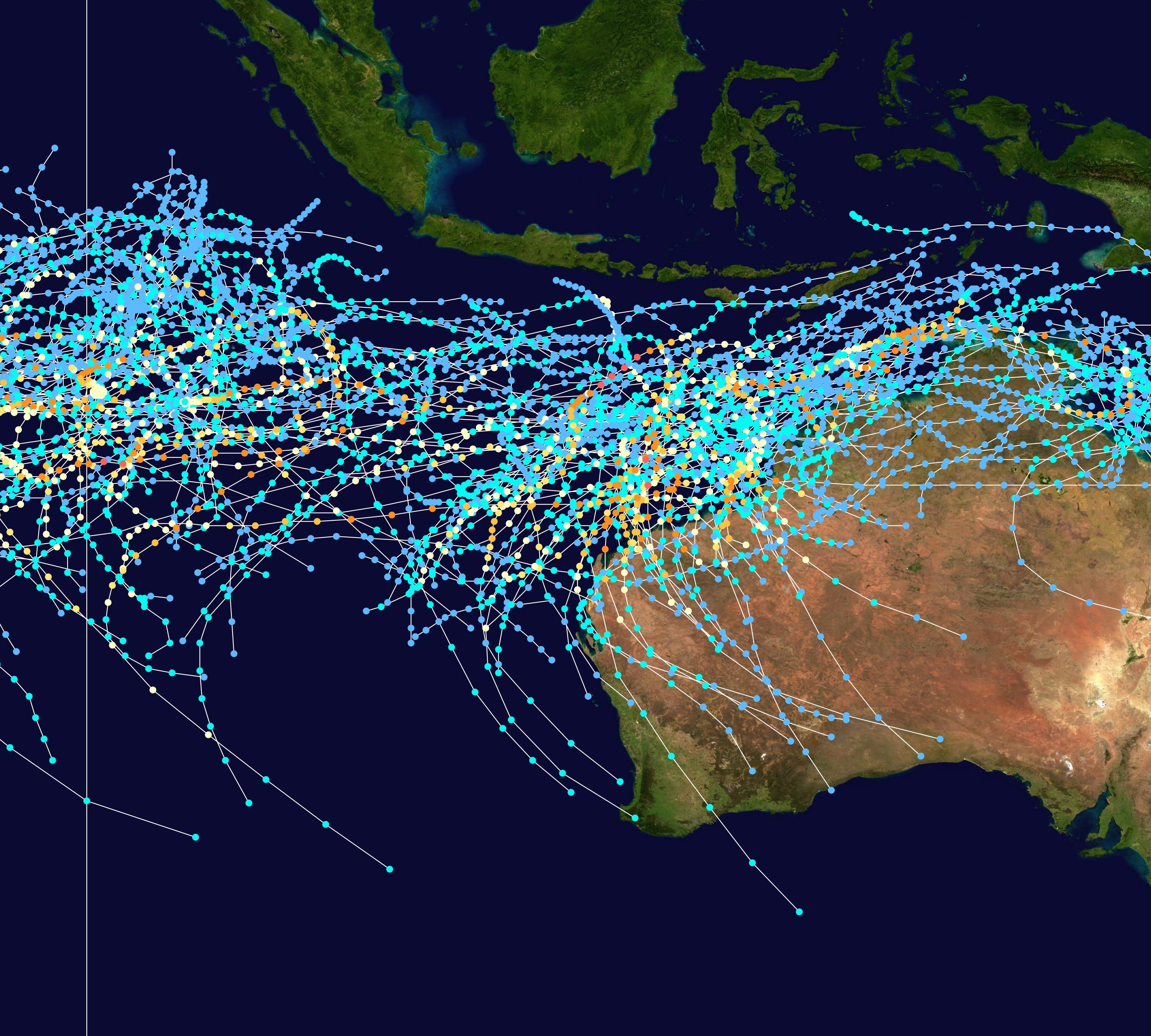
1980年至2005年間澳洲洋盆區所有熱帶氣旋路徑圖

到1985年中期，此洋盆向西延伸到東經80度，自那時開始，西部邊界就維持在東經90度。該洋區的熱帶氣旋影響區域為澳洲與印尼。澳洲氣象局表示，澳洲最常遭受災害的地區是西澳大利亞州的埃斯茅斯和布魯姆之間。該洋盆平均每年有個熱帶氣旋生成或自其他洋盆移入（例如南太平洋）。1999年的气旋万斯在澳洲的一個城鎮造成創記錄的風速，其風速高達每小時267公里。

### 南太平洋

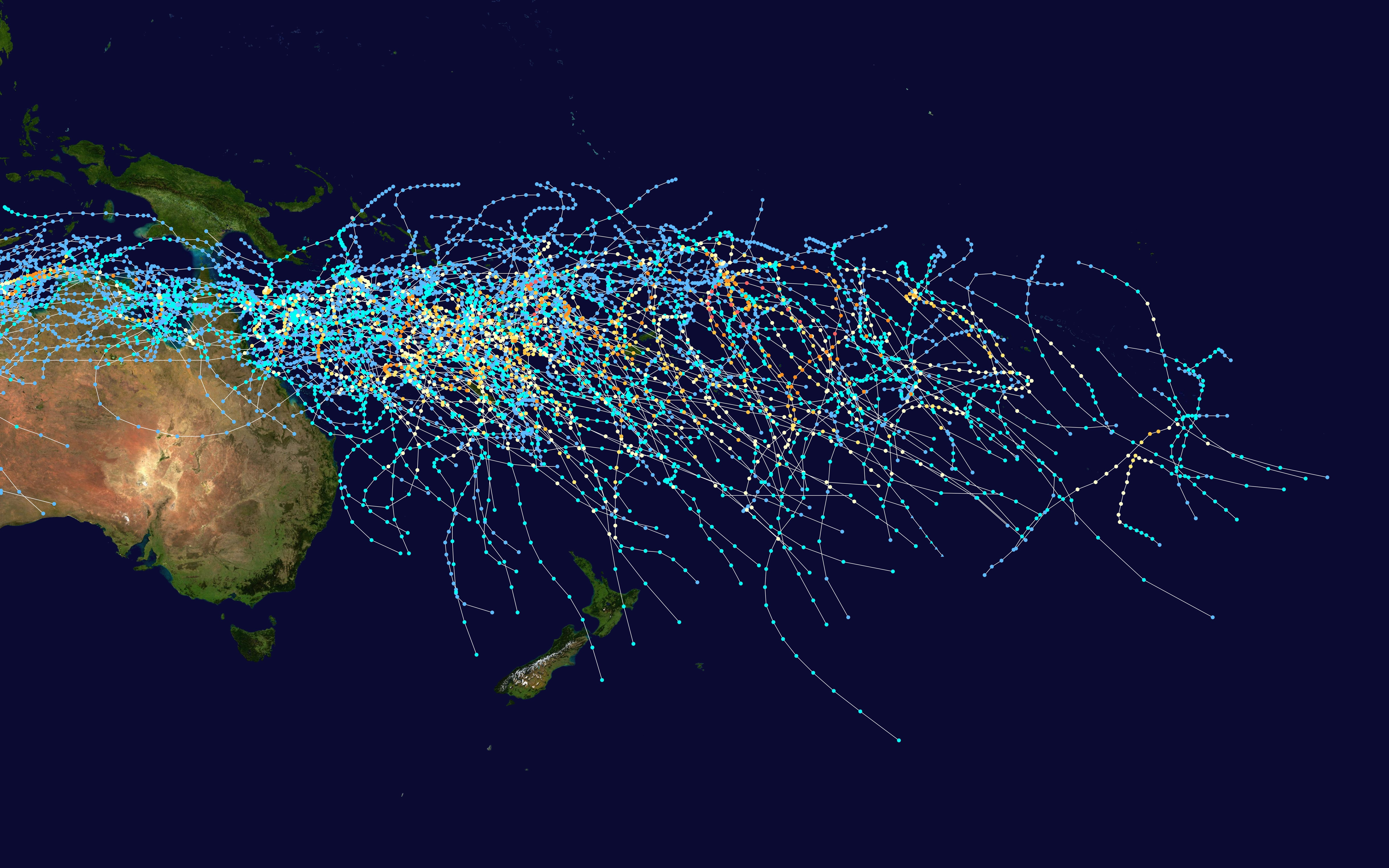
1980年至2005年間南太平洋所有熱帶氣旋路徑圖

南太平洋洋盆範圍為東經 160°至西經 120°之間，斐濟氣象局及紐西蘭氣象服務有限公司駐威靈頓熱帶氣旋警報中心對在此區域生成的熱帶氣旋進行正式監測。該洋盆所發展的熱帶氣旋通常影響國際換日線以西的國家，儘管在厄尔尼诺-南方涛动现象的溫暖年份，氣旋會改以法屬玻里尼西亞附近的國際換日線以東發展。該洋盆每年會產生9個熱帶氣旋，其中半數都是帶來嚴重災害的氣旋。

### 南大西洋

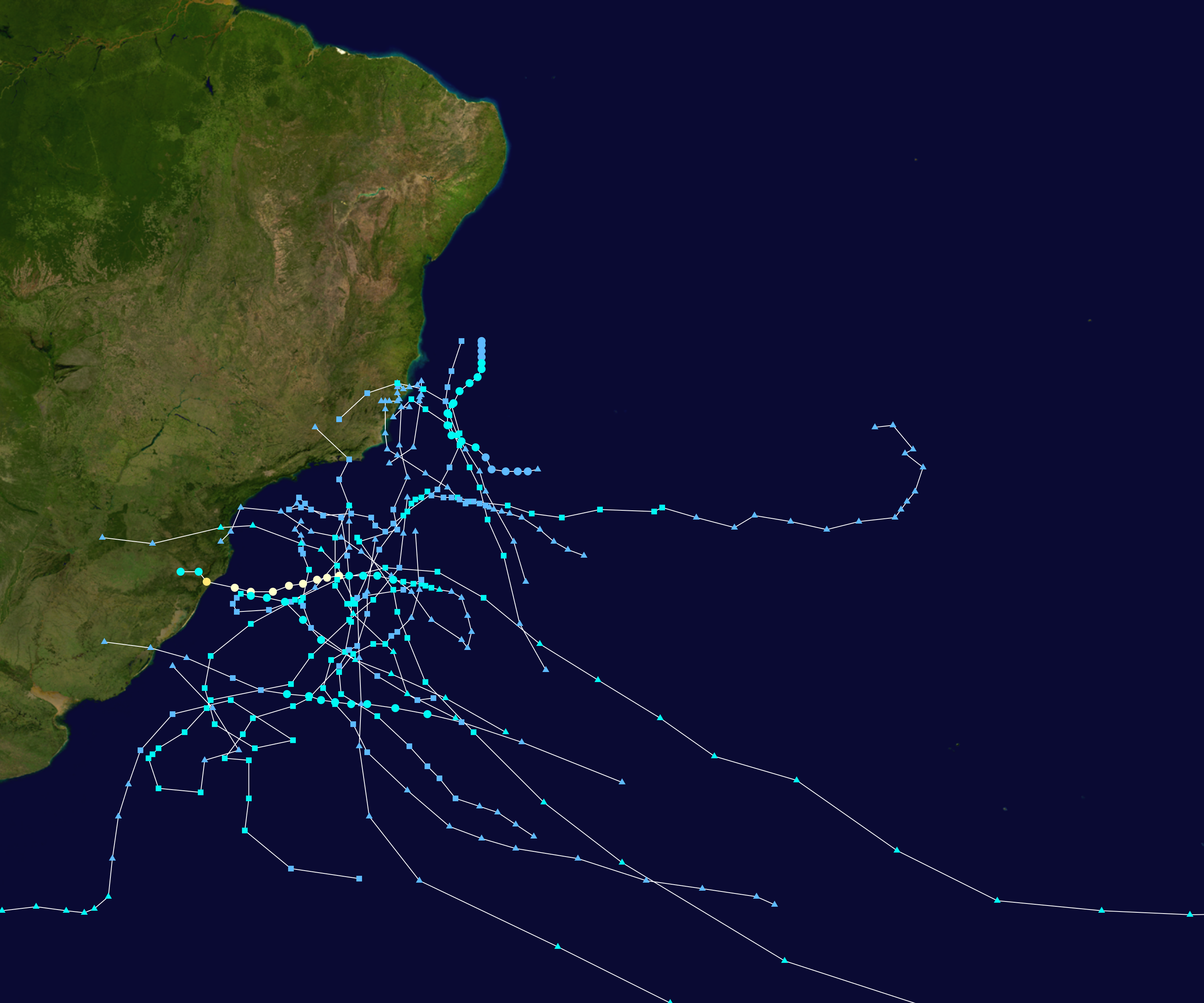
自2004年開始有被命名的南大西洋所有熱帶氣旋及副熱帶氣旋路徑圖

熱帶氣旋很少在未被正式視為熱帶氣旋洋盆的其他熱帶海洋區域產生。南大西洋偶爾會出現熱帶性低氣壓和熱帶風暴，有記錄的主要熱帶氣旋包括1991年熱帶風暴安哥拉、2004年颶風卡塔琳娜、2010年熱帶風暴安妮塔、2019年熱帶風暴伊巴及2021年熱帶風暴01Q。南大西洋沒有被世界氣象組織正式列爲熱帶氣旋洋盆，也沒有指定的區域專責氣象中心。而自2011年開始，巴西海軍水文學中心開始為該洋區內最高持續風速至少達每小時65公里的熱帶氣旋及副熱帶氣旋命名。